# Theodor Dielitz
Gabriel Maria Theodor Dielitz (* 2. April 1810 in Landshut; † 30. Januar 1869 in Berlin) war ein deutscher Pädagoge und Jugendschriftsteller, der auch Lehrbücher geschrieben hat. Er studierte Klassische Philologie und Geschichte, legte eine Laufbahn vom Lehrer zum Schulinspektor ab und war Mitglied der preußischen Nationalversammlung. Neben seinen Lehrbüchern beeinflussten seine Werke, die in Zeitschriften wie im Berliner Kinderwochenblatt (1832) veröffentlicht wurden, die Kinderliteratur des 19. Jahrhunderts.

## Leben und Wirken

### Schulische und berufliche Laufbahn
Gabriel Maria Theodor Dielitz, Sohn des Karl Dielitz, wurde 1810 in Landshut (Bayern) geboren, verbrachte die ersten vier Lebensjahre in Paris und zog 1815 mit seinen Eltern nach Berlin, wo er das Berliner Gymnasium zum Grauen Kloster besuchte und ab 1828 Klassische Philologie und Geschichte studierte. 1831 wurde er an der königlichen Realschule unter dem Direktor Spilleke als Lehrer angestellt, lehnte 1842 einen Ruf ins Ausland ab, der infolge seiner Abhandlung „Ueber die erziehende Kraft der Schule“ an ihn ergangen war, und wurde 1844 zum königlichen Professor ernannt. 1846 wurde er vom Magistrat zu Berlin zum städtischen Schulinspektor gewählt, war 1848 Mitglied der preußischen Nationalversammlung und wurde 1849 zum Direktor der damaligen Königstädtischen höheren Stadtschule ernannt, die 1850 zur Realschule erhoben wurde. Er starb 1869 in Berlin.
Während seiner Arbeit als Direktor vollführte er umfassende literarische Tätigkeiten und wurde somit ein Wegbereiter der abenteuerlichen Jugendliteratur. Er bereitete erwachsene Abenteuerliteratur für Kinder auf, sammelte spannende Szenen und Abschnitte, reihte sie in seinen Land- und See-, Lebens-, Reise- und Landschaftsbildern aneinander und schrieb auch vollständige Titel der klassischen Abenteuerliteratur für die Jugend. Er war Mitherausgeber des Jugend-Albums, verfasste Lehrbücher für den Geschichts-, Geographie und Literaturunterricht, schrieb ein Liederbuch für die deutsche Jugend (1844) und verfasste (auch in Episodenform) geschichtliche Abrisse über das Altertum, das Mittelalter, Deutschland, Spanien, Britannien und die Neue Welt.

## Werke

### Allgemeine Informationen
Theodor Dielitz‘ Werke bestehen aus verschiedenen Textsorten, wie beispielsweise Schulbücher und Zeitschriftenartikel. Er war insbesondere an der Geschichte und der Geographie interessiert. Hauptsächlich war er allerdings im Bereich der Kinder- und Jugendliteratur tätig und hat sich hier insbesondere auf den Abenteuerroman spezialisiert.
Seine Lehrwerke für den Schulunterricht beziehen sich meist auf die Fächer Geschichte, Geographie und Deutsch. Zusammen mit zwei Professoren veröffentlichte er ein „Schulwörterbuch der lateinischen, französischen, englischen und deutschen Sprachen“, ein „Deutsches Lesebuch für höhere Lehrstalten“ im Jahre 1871 und einen „Grundriß der Geographie“ 1873. Mit denselben Personen arbeitete er an einem „Handbuch der deutschen Literatur“, welches 1872 erschien und sowohl eine Sammlung bedeutsamer poetischer und prosaischer Musterstücke als auch eine Einführung in die Verslehre bzw. Metrik, die Poetik, die Rhetorik und die Literaturgeschichte darstellt. Hörschelmanns „Übersicht der gesamten Geographie für den ersten Unterricht“ von 1828 hat Dielitz 1843 vollständig umgearbeitet. Er verfasste zudem einen „Grundriß der Weltgeschichte“, der in mehrere europäische Sprachen übersetzt wurde, eine „Geographisch-synchronistische Übersicht der Weltgeschichte“ und einen „Geschichtskalender“. Zudem bereicherte Dielitz den Geschichtsunterricht, indem er versuchte, Jugendlichen die historischen Begebenheiten auf erzählerische Art und Weise näherzubringen, wie in „Das Mittelalter in 40 historischen Gemälden“ (1848) und „Die Helden der Neuzeit“ (1850). Er gilt als einer der wichtigsten geschichtlichen Jugendbuchautoren seiner Zeit und seine Werke zeugen von Kompetenz und Sachkunde.
Im literarischen Bereich war Dielitz ebenfalls aktiv. Es lassen sich historische, länder- und völkerkundliche Erzählungen in seinen Werken auffinden. Er war auch am Berliner Wochenblatt, einer von 1832 bis 1836 erscheinende Zeitschrift für Mädchen und Jungen, beteiligt und hat regelmäßig Beiträge verfasst. Dies kann als Anfang seines kinderliterarischen Wirkens gewertet werden. Später produzierte er mehr als zwanzig Jugendschriften mit geographischen und historischen Inhalten.

### Buchreihe „Land- und Seebilder“
Bei Theodor Dielitz‘ Buchreihe „Land-und Seebilder“ (ab 1841) handelt es sich um eine Kompilation, d. h. eine mithilfe von anderen Werken zusammengestellte literarische Textsammlung. Dielitz hat sich hierfür bei den Texten deutscher und ausländischer Autoren bedient und diese mit unterschiedlicher Intensität bearbeitet. Sein Ansatz bestand daraus, aus der vorhandenen Abenteuerliteratur, welche für ein erwachsenes Publikum entwickelt wurde, einzelne Szenen herauszusuchen und diese für kinder- und jugendliterarische Zwecke entsprechend zu kürzen und zu vereinfachen. Diese hat er dann in seine Buchreihe eingegliedert. Da später mithilfe dieses Verfahrens auch vollständige Werke der Abenteuerliteratur bearbeitet wurden und gegen Ende des 19. Jahrhunderts vermehrt eigens für die Jugend verfasste Abenteuerromane erschienen, kann Dielitz als Pionier dieser kleinen literarischen Gattung betrachtet werden.
Die „Land und Seebilder“ sind auf Abenteuerlichkeit fokussiert und enthalten daher nur wenige faktische Informationen. Dielitz wollte  reiferen Jugendlichen eine spannende Lektüre ermöglichen. Bis 1862 entwarf er dreizehn Fortsetzungsbände mit Fokussierung auf Reise- und Abenteuererzählungen, die eine große Anzahl Lesender sehr erfreuten. Die ersten acht Bände erschienen von 1841–1850: „Lebensbilder“, „Land-und Seebilder“, „Das Skizzenbuch“, „Naturbilder und Reiseskizzen“, „Völkergemälde und Landschaftsbilder“, „Kosmoramen“ und „Panoramen“. Diese Bände verfügen jeweils über acht illuminierte Bilder. Veröffentlicht wurden sie in Berlin vom Verlag Winckelmann & Söhne. Obwohl Dielitz zunächst eine panoramatische Erzähltechnik verfolgte, zeigen die späteren Teile eine Entwicklung zum aktionsbetonten Erzählstil auf, was auch damit zusammenhängt, dass Dielitz immer häufiger den Abenteuerroman als Ausgangspunkt verwendete.
Die einzelnen Bände setzen unterschiedliche Schwerpunkte und behandeln verschiedene Ereignisse. Sie sind alle inhaltlich sehr spannend aufgebaut und spielen in fernen Kulturen und fremden Ländern, welche für bürgerliche Jugendliche besonders interessant waren. Meist kommt es zu aufregenden Konfliktsituationen, in denen sich oftmals eine einzelne Figur gegen Naturkatastrophen oder Angriffe durch andere Menschen verteidigen muss.

## Die „Panoramen“

### Allgemeines
Da Dielitz mit den vorherigen Bänden eine breite Leserschaft entzückte, beschloss er, seine Buchreihe „Land- und Seebilder“ um einen achten Teil zu ergänzen. Die „Panoramen“ wurden im Jahre 1850 veröffentlicht. Wie zuvor hat Dielitz bereits vorliegende Werke unterschiedlicher Autoren bearbeitet und sie auf diese Weise den Jugendlichen zugänglicher gemacht. Auch lassen sich in diesem Werk die für Dielitz typischen Themen der Reise, des Abenteuers und der Natur auffinden.
Die „Panoramen“ bestehen aus insgesamt 10 Kapiteln, die sich auf 317 Seiten erstrecken. Währenddessen längere Erzählungen meist ein eigenständiges Kapitel darstellen, sind kürzere Erzählungen oft zu einem größeren Kapitel zusammengefasst. Diese Erzählungen widmen sich dann ähnlichen Bereichen, wie der Tierwelt, einer Reise durch Südamerika oder Eindrücken aus Russland. Mit Ausnahme des sechsten Kapitels hat die Reihenfolge der Erzählungen keine erkennbare Ordnungsstruktur. Auch gibt zwischen ihnen keine Überleitungen.
Insgesamt lassen sich in den „Panoramen“ 37 verschiedene Kurzgeschichten und acht illuminierte Bilder auffinden. Dieses unausgeglichene Verhältnis von Bild und Text forderte den Illustrator Theodor Hosemann dazu auf, geeignete Textstellen zur visuellen Darstellung auszusuchen, bei denen die Lesenden in ihren Verstehensprozessen unterstützt werden sollten.

### Inhalte
In „Ein Abenteuer in Louisiana“ (USA) flüchten der Ich-Erzähler und sein Freund aufgrund dichter Rauchwolken in eine nahegelegene Bucht. Dort werden sie von den Ureinwohnern Louisianas bedroht, die auf die Tiere in der Bucht schießen möchten. Nachdem sie von einem Boot mit amerikanischer Besatzung gerettet wurden, müssen sie zu Fuß durch einen Sumpf weiter. Trotz gefährlicher Alligatoren erreichen sie unversehrt das Ende des Sumpfgebietes.
„Ein Seegefecht mit Bildern“ wird aus der Sicht eines Steuermanns an der Küste Nordamerikas geschildert. Tagsüber entdeckt seine Besatzung ein Schiffswrack auf dem Festland. In der Nacht wird ihr Handelsschiff von Indianern überfallen. Während des Angriffes treibt das Schiff langsam mit der abfließenden Ebbe auf das offene Meer hinaus. Da die Indianer seekrank werden, gelingt es dem Steuermann, die Macht über das Schiff zurückzugewinnen.
In der Erzählung „Der Wolkenbruch“ werden der Ich-Erzähler und sein Freund nachts im Tal von Oaxaca (Mexiko) von Moskitos zerstochen. Am nächsten Morgen werden sie von einem Mexikaner gewarnt, dass sie in sieben Stunden ein schwerer Sturm erreichen würde. Als sie in das nächste Dorf flüchten wollen, holt sie das Unwetter ein und ihre Schlucht wird zu einer gewaltigen Flut. In letzter Minute können sie sich mithilfe eines Lassos in eine Höhle retten.
Die Kurzgeschichte „Das Sklavenschiff“ berichtet von dem „Negerschiff Satan“. In Sansibar (Afrika) macht Gaitar, der Besitzer des Schiffes, ein Geschäft mit Sklavenhändlern. Als einer der Sklaven ein großes Feuer entfacht, flieht Gaitars Flotte auf das offene Meer. Nachdem sie einen schweren Sturm überstanden haben, versenken sie zwei gegnerische Kreuzer. In der Nähe der Insel Bourbon (heute: Réunion) bohrt ein Schwertfisch ein Loch in die Bordwand. Während sich Gaitar auf die Schaluppe rettet, geht das Schiff unter.
Das Kapitel „Der Mensch im Kampf mit der Tierwelt der Tropenwälder“ besteht aus mehreren kleinen Erzählungen über wilde Tiere.
„Der Löwe“ handelt von verschiedene Szenarios, in denen Mensch und Löwe aufeinandertreffen. Dabei fällt er der Raubkatze teilweise zum Opfer und wird teilweise verschont.
In „Ein Kampf mit einem Tiger“ erinnert sich Robert an seine Begegnung mit einem Königstiger. Er erzählt, dass es ihm gelang, den Tiger in einer Tonne einzusperren und seinen Schwanz, der aus einem kleinen Loch raushing, zu verknoten. Als er laut schrie, ergriff der Tiger mitsamt der Tonne die Flucht.
„Eine Pantherjagd“ berichtet von einem Jäger, der auf einen Baum klettert, um ein Pantherbaby zu fangen. Da die Mutter des Jungtieres vom Baum stürzt und stirbt, erschießt er auch das Pantherbaby.
In „Die Pantherhöhle“ folgen der Ich-Erzähler und sein Freund Ronwell der Blutspur eines verwundeten Panthers. Sobald sie das Tier in einer Höhle finden, erschießen sie es. Nachts erschießt der Ich-Erzähler einen weiteren Panther in der Nähe ihres Nachtlagers.
„Ein Jagdabenteuer in Ostindien“ thematisiert die Erlebnisse eines Mannes im indischen Wald. Er begegnet einem Panther, der glücklicherweise auf eine Fallgrube springt und in die Tiefe stürzt. Da er sich verlaufen hat und es dunkel wird, zeigt ihm ein Knabe den Rückweg. Unterwegs trifft er auf einen Stacheligel, eine Schlange und einen Ichneumon.
Unter dem Titel „Bärenjagden“ werden drei Geschichten erzählt. Einige Jäger sind mit ihren Hunden im Wald unterwegs und erschießen eine Bärin mit ihren Jungen. Der Ich-Erzähler überlebt mit lebensbedrohlichen Verletzungen einen blutigen Kampf mit einem Bären, währenddessen sein Partner elendig ums Leben kommt. Ein Jäger namens Wanborne klettert auf einen Baum, um zwei Bärenbabys zu erreichen, obwohl er vor einiger Zeit von einem Bären im Zweikampf schwer verwundet wurde.
In „Die Bärenhöhle“ folgen Jäger einer Bärenfährte, die sie in eine Höhle mit sehr engen Gängen führt. Als sie einer Bärenmutter näher kommen, lässt diese ihre Jungtiere im Stich und flüchtet tiefer in die Höhle. Es startet ein riskantes Verfolgungsspiel, welches der Ich-Erzähler mit einem zielsicheren Schuss beendet.
Bei „Die böse Nachbarschaft“ handelt es sich erneut um eine Sammlung an Bärengeschichten. Währenddessen ein Jäger aus Texas in eine Grube fällt und dort gewaltsam gegen einen Bären kämpft, fällt ein amerikanischer Jäger in eine unterirdische Höhle und landet auf einem Bären, der schon zu schwach ist, um sich wehren. Ein Jäger aus Ohio krallt sich an dem Rückenfell eines Bären fest, um aus einem hohlen Baumstamm hinaus getragen zu werden. Ein Bär bringt einen Ansiedler aus Missouri dazu, ihn mithilfe eines Bootes zum anderen Flussufer zu fahren. Obwohl ein Bär als Junges mit den Schulkindern spielte, verbreitet er bei seiner Rückkehr als ausgewachsenes Raubtier Angst und Schrecken.
In „Der Büffel“ wird Jagd auf eine in der Nähe eines Sumpfgebietes weidende Herde gemacht. Die Jäger erlegen ein paar Büffel und verlieren ein Mitglied ihrer Truppe.
In der Kurzgeschichte „Die Nashornjagd“ wird erzählt, wie Jäger Nashörner in einen eingezäunten Bereich treiben, um sie dann mithilfe von Feuerwerk aufzuscheuchen und aus sicheren Bambusrohrhütten abzuschießen. Zudem wird eine Situation geschildert, bei der eine Gruppe von Jägern ein liegendes Nashorn überlisten möchte.
„Das Flusspferd“ handelt von dem Aufeinandertreffen einer Reisegesellschaft mit einer Herde Flusspferde. Da ihre Haut so dick ist, werden sie durch die meisten Schüsse nicht verletzt.
„Die Krokodile“ informiert über nützliche Gegenstände zum Jagen von Krokodilen: Angelhaken und Köder, angespitzte Holzstücke sowie Flinte und Harpune. Auch wird von der Vergötterung von Krokodilen berichtet.
„Die Schlangen“ gibt einen Einblick in die Verhaltensweisen und die besonderen Merkmale von verschiedenen Schlangenarten wie beispielsweise die Boa, die große Anakonda, die Wasserschlange, die Abgottschlange und die Klapperschlange.
Das Kapitel „Reise über die Anden und durch die Pampas“ besteht ebenfalls aus mehreren Kurzgeschichten, die im Gegensatz zu dem vorherigen Kapitel aufeinander aufbauen und sich auf den gleichen Ich-Erzähler beziehen.
In der Kurzgeschichte „Valparaíso“ (Chile) verdeutlicht der Ich-Erzähler anhand von drei Erzählungen, wie wichtig den in Valparaíso lebenden Indianern ihre Silbergruben sind. Ein Mann wird vergiftet, als er einer Silberader zu nahe kommt. Ein spielsüchtiger Franziskaner wird mit verbundenen Augen zu einer Silbergrube geführt. Ein Spanier wird aufgrund seines Silberreichtums vom Vizekönig getötet.
In der Erzählung „Santiago“ verlässt der Ich-Erzähler die Stadt Santiago de Chile trotz der Warnung seiner Wirtin, um mit Führer Antonio und einigen Maultieren die Anden zu erkunden.
„Das Ersteigen der Anden“ kostet alle Beteiligten viel Kraft. Schließlich wird der Ich-Erzähler von seinem müden Maultier abgeworfen. Wegen Antonios Lasso fällt er einen steilen Abhang nicht hinunter.
In der Erzählung „Die Schneeregion“ rasten sie nachts in einer Berghütte, wo vor langer Zeit acht Menschen durch einen schweren Schneesturm umgekommen sind. Am nächsten Morgen erreichen sie den Berggipfel und genießen einen wunderbaren Ausblick.
„Das Hinabsteigen“ erscheint den Beteiligten noch schwerer als das Hinaufsteigen. Beim Durchqueren eines gefährlichen Wasserstroms gelingt es Antonio in letzter Sekunde, eines der Maultiere mit seinem Lasso zu retten.
Auf seinem Ritt durch „Die Pampas“ wird der Ich-Erzähler von einigen Gauchos begleitet. Nachdem sie die Provinz San Luis (Argentinien) hinter sich gelassen haben, treffen sie auf eine andere Gruppe an Reitern.
Am neunten Tag in der Pampa möchte der Ich-Erzähler „Eine Straußenjagd“ miterleben. Die Pferde galoppieren den Sträußen schnell hinterher und der Ich-Erzähler fällt aus dem Reitsattel. Nachdem er wieder aufgestiegen ist, wirft er eine Bola aus und verletzt sein Pferd am Kopf.
Der Ich-Erzähler besichtigt einen Schlachthof und findet heraus, wie Rindfleisch getrocknet und gesalzen wird. Bei seiner „Ankunft in Buenos Aires“ (Argentinien) erhält er vom Wirt das beste Zimmer der Gaststätte.
Die Kurzgeschichte „Der Schiffbruch“ handelt von einem englischen Schiff, welches in einen sehr schweren Sturm gerät. Ein Leutnant namens Stewart springt heldenhaft ins Wasser, um das Schiff an einem Felsen festzubinden. Frauen, Kinder, Matrosen, Offiziere und Soldaten werden auf zwei Felsen gebracht. Nach der zweiten lebensbedrohlichen Flut erscheint ein Rettungsschiff, auf welches Stewart zuletzt verladen wird.
In der Erzählung „Ein amerikanischer Zweikampf“ wird ein Doktor in einer Gaststätte vom „Obersten“, einem blutsüchtigen Kämpfer, zum Duell auf Leben oder Tod herausgefordert. Zur Freude der anderen Gäste schafft er es in völliger Dunkelheit, das Leben des „Obersten“ mit Messer und Pistole zu beenden.
In der Geschichte „Seereise nach Ostindien“ berichtet der Ich-Erzähler von einer in Europa startenden Schifffahrt und beschreibt das Leben an Bord. Beim Passieren des Äquators erscheint der Meeresgott Neptun. In der Nähe der Insel Bourbon (heute: Réunion) treffen sie auf ein brennendes Schiff, welches zusammen mit vielen Wildtieren untergeht. Bei den Inseln Sumatra und Java (Indonesien) kommt es zu vielen Tauschgeschäften.
Das letzte Kapitel „Bilder aus Russland“ besteht erneut aus einer Sammlung an Kurzgeschichten, die voneinander unabhängig sind und in Russland spielen.
Die „Reise über das Eis des Bottnischen Meerbusens“ (Ostsee) beschreibt eine Schlittenfahrt von Schweden nach Finnland. Obwohl die Pferde die Schlitten zunächst zuverlässig durch die Eistrümmer ziehen, reißt sich plötzlich ein Pferd los und ergreift mit einem Gepäckschlitten die Flucht.
In „Die Wolfsjagd“ erlegt ein Graf an einem Tag ein Dutzend Wölfe mithilfe eines schreienden Ferkels und einer ausgestopften Schweinfigur. Auf dem Rückweg erzählt er, wie sein Freund einen Hund aufopfern musste, um vor einem Rudel Wölfe fliehen zu können.
Obwohl „Der treue Diener“ sehr unzufrieden über sein Leben in Knechtschaft ist, riskiert er sein Leben für die gräfliche Familie. Als sie von einem Wolfsrudel angegriffen werden, springt er heldenhaft aus dem Schlitten, um die Wölfe abzulenken.
„Die Messe von Nischni Nowgorod“ (Russland) ist eine sehr kurze Erzählung von einem Markt in der Nähe von Moskau. Sechs Wochen lang verkaufen hier Händler aus aller Welt Möbel, Diamanten, Holzwaren, Branntweine, und Felle auf der integrierten, sogenannten Pelzmesse in Nischni Nowgorod.
„Die russischen Steppen“ sind für den Menschen ein sehr gefährlicher Lebensraum. Neben riesigen Schlangen stellen auch Wanderheuschrecken ein großes Risiko dar. In den Steppen wohnen nur wenige Hirten mit ihren Tieren.
Die Geschichte „Russische Räuber“ besteht aus zwei Teilen. In Podolien (Ukraine) entwendet ein als Offizier getarnter Räuber dem Herr von R. 40.000 Rubel, nachdem er ihn vorher per Brief gewarnt hatte. In Bessarabien (Republik Moldau) lockt ein zu Tode verurteilter Räuber angeblich seine Wächter zu einem vergrabenen Schatz. Dort zückt seine Pistole und die Wächter fliehen.
„Heimweh nach Sibirien“ (Russland) handelt von dem Diener eines russischen Offiziers, der fürchterliche Sehnsucht nach seinem Vaterland hat. Er tötet eine Magd, um nach Sibirien verbannt zu werden.
Die „Szenen aus dem Tscherkessenkriege“ spielen in dem Kaukasus – ein Gebirge, in dem die Tscherkessen beheimatet sind. Einer Sage nach hat ein Häuptling der Tscherkessen einen russischen Kommandanten auf hinterlistige Weise ermordet. Einer anderen Sage nach konnte ein russischer Offizier der Gefangenschaft der Tscherkessen entfliehen, obwohl sein Arm schwer verwundet war.
„Die Tschuktschen“ sind ein mongolischer Volksstamm, der nach eigenen Gesetzen lebt. Ein russischer Offizier, der von den Tschuktschen eingeladen wurde, kann den Geschmack und den Gestank ihres Essens kaum aushalten. Obwohl ein anderer Offizier vor dem räuberischen Charakter der Tschuktschen gewarnt wurde, küsst der Häuptling seine Hand und schenkt ihm einige Rentiere.

### Motive
Die einzelnen Kurzgeschichten sind oftmals ähnlich aufgebaut oder spielen auf vergleichbare Thematiken an. Um einen besseren Überblick über sie zu erhalten, lohnt es sich, übergeordnete Motive festzuhalten.
An erster Stelle wäre zu nennen, dass Dielitz den Fokus auf ausführliche und detaillierte Beschreibungen der Natur und Kultur legt. Hierbei beschränkt er sich nicht auf einzelne Kontinente, sondern verweist in seinen Erzählungen auf exotische Orte aus aller Welt. Sie werden aus subjektiver Sichtweise vorgestellt und authentisch beschrieben, obwohl es keine Beweise dafür gibt, dass Dielitz diese Orte jemals selbst besucht hat. Trotz der wenig fortgeschrittenen Möglichkeiten zur Reise im 19. Jahrhundert wurde es den Jugendlichen damals durch Dielitz ermöglicht, Einblicke in die Besonderheiten ferner Länder und in die Bräuche Einheimischer zu erhalten. Als Beispiele können Indien, Russland, Mexiko oder Chile herangezogen werden.
Dielitz berücksichtigt dabei allerdings nicht nur die einzelnen Destinationen, sondern auch den eigentlichen Vorgang des Reisens, welcher beispielsweise durch Stechmücken auch mal unangenehm sein kann. Er berichtet von abenteuerlichen Schlittenfahren, Ritten auf Pferden und Maultieren, Schifffahrten und Wanderungen.
Auch konzentriert er sich auf die Tierwelt und stellt in seiner Sammlung verschiedene Tierarten und deren Kennzeichen vor. Dies wird insbesondere im fünften Kapitel deutlich, in dem er von Löwen, Tigern, Panthern, Bären, Büffeln, Nashörnern, Flusspferden, Krokodilen und Schlangen erzählt. In den meisten Fällen greift er dabei eine Perspektive der Jagd auf und erläutert, wie sich die Tiere am besten angreifen lassen. Oft kommt es dabei zu blutigen Kämpfen, bei denen meist die Tiere, aber auch teilweise die Menschen ihr Leben lassen müssen. Somit spielt der Tod in seinen Kurzgeschichten auch eine bedeutsame Rolle, obwohl die meisten Geschichten doch ein glückliches Ende nehmen.
In Anlehnung an das Motiv der Jagd ist auffallend, dass Dielitz‘ Sammlung an einigen Stellen von Gefahr und Gewalt geprägt ist. Die vielen schweren Gewitter und Stürme, die großflächigen Brände sowie die Kämpfe zwischen den Menschen rufen eine grundlegende Spannung hervor und verleihen den Erzählungen einen dynamischen Charakter. Diese Betonungen des Abenteuerlichen gehören zu den bedeutsamstem Kennzeichen der „Panoramen“.

### Auffälligkeiten
Bei der tieferen Auseinandersetzung mit den „Panoramen“ sind mehrere Aspekte auffällig.
In allen Kurzgeschichten sind die wichtigen Figuren stets männlich und erwachsen, was den Gedanken erweckt, dass Dielitz sein Werk für eine vorwiegend männliche Zielgruppe verfasst hat. Wenn Frauen, Jugendliche oder Kinder erwähnt werden, spielen diese meist nebensächliche Rollen. Im Kapitel „Der Schiffbruch“ werden sie beispielsweise von mutigen Männern gerettet. Diese geschlechtliche Rollenverteilung kann aber auch der von Dielitz bearbeiteten Erwachsenenliteratur geschuldet sein. Darüber hinaus wird der Fokus auf die männliche Leserschaft durch die bereits angedeutete inhaltliche Ausrichtung auf das Gefährliche und das Abenteuerliche verstärkt. Hierbei handelt es sich um Interessenbereiche, die mit Männlichkeit verbunden werden. Von Themen wie der Liebe oder der Mode, die meist von der heutigen Gesellschaft mit einem weiblichen Interesse assoziiert werden, ist in den „Panoramen“ nicht die Rede.
Außerdem scheinen die „Panoramen“ durch ihre sehr abenteuerliche Gestaltung teilweise an eine Grenze zwischen Realität und Fiktion zu stoßen. Währenddessen manche Geschichten wie „Der Wolkenbruch“ an der Realität orientiert sind und sich die Flucht vor einem Unwetter auch im echten Leben auf diese Weise ereignen könnte, haben andere Erzählungen einen sehr ausgeprägten Fantasiecharakter und sind so in der wirklichen Welt nicht möglich. Als Beispiel wäre das Erscheinen des Meeresgottes in „Seereise nach Ostindien“ zu nennen.
Im 21. Jahrhundert ist abschließend auch die veraltete Perspektive auf Ureinwohner oder Menschen mit dunkler Hautfarbe zu kritisieren. Besonders im Kapitel „Das Sklavenschiff“ zeigt sich Dielitz von einer nahezu rassistischen Seite, indem er abwertende Begriffe wie „Neger“ verwendet und dem Leben der Dunkelhäutigen nur einen sehr geringen Wert zuschreibt. Diese unangemessene Denkweise über andere Ethnien hat zur Folge, dass diese Kurzgeschichte als reine Freizeitbeschäftigung für Jugendliche heutzutage ungeeignet erscheint.

### Informationen zum Titel
Die Betitelung von Dielitz‘ Buchreihe als „Land-und Seebilder“ weist bereits eine Verbindung zur visuellen Wahrnehmung auf und betont die Bedeutung des Sehsinns. Der Titel des näher betrachteten achten Teils verschärft diesen Eindruck durch den Begriff des Panoramas, welcher zwei wichtige Bedeutungen hat und nun genauer beleuchtet werden soll.
Zum einen steht das Panorama für einen bis zu 360 Grad weiten Ausblick von einer erhöhten Position meist in eine schöne Landschaft. Diese Definition lässt sich auch bei Dielitz persönlich in der Erzählung „Die Schneeregion“ auffinden, da ein Reisender die Rundsicht von dem höchsten Punkt der Anden als „das prachtvolle Panorama“ bezeichnet.
Zum anderen beschreibt das Panorama in der Kunst eine für Rundgemälde typische Darstellungsperspektive. Betrachter blicken von einer zentralen Plattform auf ein großes oder mehrere kleine Gemälde. Hierbei handelt es sich um eine Rezeptionsweise, die auch auf Leser von Abenteuergeschichten übertragbar ist, die von ihrem Lesesessel aus an einer oder mehreren Erzählungen teilhaben.
Als Titel für Dielitz' literarische Textsammlung scheint der Begriff des Panoramas eine metaphorische Bezeichnung für die verschiedenen Einblicke in unbekannte Orte und ferne Kulturen zu sein.

### Unterhaltung oder Belehrung?
Auf der einen Seite war Dielitz literarisch aktiv und hat seine Texte oft sehr abenteuerlich gestaltet. Auf der anderen Seite hat Dielitz selbst an Schulen gearbeitet und verschiedene Lehrbücher verfasst. Daher stellt sich die Frage, inwiefern seine Werke und insbesondere die „Panoramen“ als unterhaltende oder als belehrende Elemente zu bewerten sind.
Im Vorwort seiner Sammlung bringt Dielitz selbst zum Ausdruck, dass sein übergeordnetes Ziel daraus bestehe, reiferen Jugendlichen eine Lektüre zu ermöglichen, die gleichzeitig unterhaltsam und belehrend ist. Dies gelte nicht nur für die „Panoramen“, sondern für auch für die vorherigen Bände. Diese Intention lässt sich gut mithilfe der Kurzgeschichte „Der Büffel“ verdeutlichen. Zu Beginn erfahren die Lesenden mehr über verschiedene Büffelarten und deren äußere Erscheinungsbilder, Lebensräume und Verhaltensweisen. Auch werden sie über grundlegende Aspekte zur Büffeljagd informiert. Dadurch weist der Anfang der Kurzgeschichte durchaus einen belehrenden Charakter auf, der einen Lerneffekt hervorrufen und zu einer dauerhaften Wissenserweiterung führen kann. Das Ende der Geschichte scheint hingegen der reinen Unterhaltung zu dienen. Dielitz erzählt von Ansiedlern der Kapkolonie, die gemeinsam Jagd auf eine Büffelherde in der Nähe eines Sumpfgebietes machen möchten. Nachdem sie drei Tiere erlegen konnten, wird einer der Männer von einem verwundeten Büffel angegriffen und durch die Luft geschleudert, was er nicht überlebt. Dieser Teil der Kurzgeschichte dient dem Lesevergnügen. Durch den spannenden Erzählstil kann das Interesse, die Neugier und die Aufmerksamkeit der lesenden Person gesteigert werden.
Weitere Kapitel der „Panoramen“ lassen sich, ähnlich wie die Geschichte „Der Büffel“, als Kombination von Unterhaltung und Belehrung beschreiben. Um herauszufinden, inwiefern möglicherweise der unterhaltende oder der belehrende Teil in Dielitz‘ „Panoramen“ und in seinen anderen Werken überwiegt, ist ein Blick in die Forschungsliteratur hilfreich. Einige bedeutsame Literaturwissenschaftler wie Susanne Becker stellten eine klare Fokussierung auf das Amüsement fest. Auch Andreas Seidler stimmt der Bevorzugung der unterhaltenden Funktion zu. Allerdings sieht er in der impliziten Wissensvermittlung hohes Potential. Er argumentiert, dass die Wissenserweiterung bei Jugendlichen durch hintergründige Formen der Informationsweitergabe effektiver sei.